# Uelzena
Uelzena eG er et tysk mejeri med hovedkvarter i Uelzen, Niedersachsen. Virksomheden blev grundlagt i 1952 i Lüchow. I 2019 bearbejdede de 638 mio. kilo mælk.